# 셀렉트론 튜브
셀렉트론 튜브(Selectron tube)는 얀 A. 라치만(Jan A. Rajchman)과 그의 그룹이 RCA(Radio Corporation of America)에서 블라디미르 K. 즈보리킨의 지휘 하에 개발한 초기 형태의 디지털 컴퓨터 메모리였다. 윌리엄스관 저장장치와 유사한 기술을 사용해 디지털 데이터를 정전기 전하로 저장한 진공관이었다. 이 팀은 자기 코어 메모리가 거의 보편화되기 전에는 상업적으로 실행 가능한 형태의 셀렉트론(Selectron)을 생산할 수 없었다.

## 특허
- 미국 특허 2,494,670  Cylindrical 4096-bit Selectron
- 미국 특허 2,604,606  Planar 256-bit Selectron